# جافتا مامابولو
جافتا مامابولو (بالإنجليزية: Jafta Mamabolo)‏ (مواليد 21 ديسمبر 1987)، هُو مُمثل جنوب أفريقي.

## وصلات خارجية
- جافتا مامابولو في قاعدة بيانات الأفلام على الإنترنت
- جافتا مامابولو على موقع IMDb (الإنجليزية)
- جافتا مامابولو على موقع قاعدة بيانات الفيلم (الإنجليزية)